# John Crook
John Hurrell Crook, BSc, PhD, DSc, absolwent Oakmount School, Southampton and Sherborne, Dorset – etolog, który jako profesor na Wydziale Psychologii Uniwersytetu w Bristolu prowadził badania naukowe opisujące zachowania ptaków w latach 70.-80., by następnie w latach 90. zainteresować się socjo-psychologiczną antropologią mieszkańców Himalajów. Podczas swojej służby wojskowej w Hongkongu w czasie wojny koreańskiej zainteresował się buddyzmem. Był twórcą i pełnił funkcję
nauczyciela w Western Chan Fellowship uzyskawszy w maju 1993 r. w Nowym Jorku pozwolenie nauczania w tradycji chińskiego buddyzmu chan z rąk Mistrza Chan Sheng Yena.

## Życie i kariera
John Crook był pionierem wczesnego rozwoju socjo-etologii, której punktem wyjścia były prace Konrada Lorenza i Nikolasa Tinbergena. W początkowym okresie na University College w Southampton zajmował się badaniem nad zachowaniem mew na wodach okolic Southampton. Zainteresowania te kontynuował w Cambridge, gdzie obronił doktorat pod kierunkiem Williama Thorpa i Roberta Hinde poświęconym ptakom z rodziny wikłaczowatym zamieszkującym zachodnią Afrykę.
Jego teoretyczna interpretacja przyczyniła się później do badań Davida Lacka na behawioralnymi elementami w badaniach ptasich populacji. Prace terenowe Johna Crooka zostały w późniejszym okresie wzbogacone doświadczeniami laboratoryjnymi wykonanymi na bazie endokrynologii.
Po przeniesieniu się do Uniwersytetu w Bristolu współpracował z prof. Kennetem R.L. Hallem tworząc centrum studiów podstawowych, prowadził przewody doktorskie oraz badania terenowe w Etiopii i w Maroku.
Lata spędzone jako członek Centrum Zaawansowanych Studiów Nauk Behawioralnych na Uniwersytecie Stanforda pozwoliły mu na poznanie nowych technik psychoterapii humanistycznej.
Wiedza dotycząca tych zagadnień doprowadziła do stworzenia Bristolskiego Centrum Spotkań oraz była wykorzystywana podczas prowadzonych przez niego odosobnień medytacyjnych w swoim wiejskim ośrodku w Walii.
W 1997 roku John Crook poprowadził ekspedycję do Zanskaru w Ladaku w Himalajach, gdzie zajmował się badaniami małżeństw lokalnych mieszkańców. Przez lata następne on i jego koledzy prowadzili ekspedycje i badania terenowe z zakresu geologii, rolnictwa, życia rodzin świeckich i praktyk monstycznych w tym oddalonym i wyżynnym regionie. W późniejszym okresie powrócił w ten region z Tybetologiem Jamsem Low płynnie znającym język tybetański, by studiować życie górskich pustelników.
Po przejściu na wcześniejszą emeryturę rozpoczął praktykę buddyzmu chan na intensywnych odosobnieniach prowadzonych przez Mistrza Chan Sheng Yena z Dharma Drum Monastery z Tajwanu, która zaowocowała przekazaniem mu 1993 roku prawa nauczania w tradycji chińskiego buddyzmu chan. Tworząc wraz z przyjaciółmi organizację Western Chan Fellowship, John Crook rozwinął program odosobnień medytacyjnych zaadaptowanych na potrzeby ludzi praktykujących na zachodzie.
John Crook opublikował około stu publikacji naukowych z zakresu ornitologii, etologii i psychologii ewolucyjnej oraz kilka książek poświęconych świadomości oraz praktyce chan. Jego ostatnią pracą była książka ‘World Crisis and Buddhist Humanism’ (New Age Books, Delhi 2009).

## Odznaczenia oraz wyróżnienia
Członek Centrum Zaawansowanych Studiów Behawioralnych. Uniwersytet Stanforda. 1968-69.
Tablica pamiątkowa. Akademia Sztuki Jammu i Kashmir, Język i kultura. 2003.

## Publikacje
- John H. Crook (Editor.), Social behaviour in Birds and Mammals: Essays on the Social Ethology of Animals and Man. Academic. 1970.
- John H. Crook and R. P. Michael, Comparative Ecology and Behaviour of Primates. Academic Press Inc, 1973. ISBN 978-0-12-493450-4
- John H. Crook, The Evolution of Human Consciousness. Oxford University Press, 1980. ISBN 978-0-19-857187-2
- John H. Crook, Catching a Feather on a Fan: Zen Retreat with Master Sheng Yen. Element Books, 1991. ISBN 978-1-85230-194-1
- John H. Crook and David Fontana, Space in Mind: East-West Psychology & Contemporary Buddhism. Thorsons/Element, 1993. ISBN 978-1-85230-154-5
- John H. Crook and Henry Osmaston, Himalayan Buddhist Villages: Environment, Resources, Society and Religious Life in Zangskar, Ladakh. Bristol Classical Press, 1994. ISBN 978-0-86292-386-0
- John H. Crook and James Low, The Yogins of Ladakh: A Pilgrimage Among the Hermits of the Buddhist Himalayas. Motilal Banarsidass, 1997. ISBN 978-81-208-1462-2
- John H. Crook, Hilltops of the Hong Kong Moon. Minerva. 1997.
- John H. Crook, Illuminating Silence. Watkins. London. 2002.
- John H. Crook, Simon Child, Zarko Andricevic, Max Kalin, and Master Sheng-yen. Chan Comes West. North Atlantic Books, 2005. ISBN 978-1-55643-543-0
- John H. Crook, The Koans of Layman John. Lulu. 2009. ISBN 978-1-4092-6766-9
- John H. Crook, World Crisis and Buddhist Humanism. End Games: Collapse or Renewal of Civilisation. New Age Books, 2009. ISBN 978-81-7822-325-4